# Cantenay-Épinard
Cantenay-Épinard és un municipi francès situat al departament de Maine i Loira i a la regió de País del Loira. L'any 2007 tenia 1.975 habitants.

## Demografia

### Població
El 2007 la població de fet de Cantenay-Épinard era de 1.975 persones. Hi havia 716 famílies de les quals 140 eren unipersonals (44 homes vivint sols i 96 dones vivint soles), 232 parelles sense fills, 296 parelles amb fills i 48 famílies monoparentals amb fills.
La població ha evolucionat segons el següent gràfic:
Habitants censats

### Habitatges
El 2007 hi havia 765 habitatges, 727 eren l'habitatge principal de la família, 12 eren segones residències i 26 estaven desocupats. 722 eren cases i 42 eren apartaments. Dels 727 habitatges principals, 579 estaven ocupats pels seus propietaris, 139 estaven llogats i ocupats pels llogaters i 9 estaven cedits a títol gratuït; 7 tenien una cambra, 44 en tenien dues, 84 en tenien tres, 138 en tenien quatre i 454 en tenien cinc o més. 581 habitatges disposaven pel capbaix d'una plaça de pàrquing. A 263 habitatges hi havia un automòbil i a 420 n'hi havia dos o més.

### Piràmide de població
La piràmide de població per edats i sexe el 2009 era:
| Homes | Edats   | Dones |
| ----- | ------- | ----- |
| 0     | 95 o +  | 0     |
| 0     | 90 a 94 | 4     |
| 0     | 85 a 89 | 8     |
| 4     | 80 a 84 | 8     |
| 12    | 75 a 79 | 12    |
| 40    | 70 a 74 | 28    |
| 32    | 65 a 69 | 44    |
| 44    | 60 a 64 | 56    |
| 44    | 55 a 59 | 52    |
| 56    | 50 a 54 | 52    |
| 76    | 45 a 49 | 53    |
| 84    | 40 a 44 | 80    |
| 77    | 35 a 39 | 64    |
| 88    | 30 a 34 | 84    |
| 24    | 25 a 29 | 56    |
| 36    | 20 a 24 | 45    |
| 84    | 15 a 19 | 72    |
| 80    | 10 a 14 | 88    |
| 112   | 5 a 9   | 56    |
| 72    | 0 a 4   | 56    |

## Economia
El 2007 la població en edat de treballar era de 1.320 persones, 999 eren actives i 321 eren inactives. De les 999 persones actives 939 estaven ocupades (494 homes i 445 dones) i 60 estaven aturades (26 homes i 34 dones). De les 321 persones inactives 115 estaven jubilades, 153 estaven estudiant i 53 estaven classificades com a «altres inactius».

### Ingressos
El 2009 a Cantenay-Épinard hi havia 773 unitats fiscals que integraven 2.097,5 persones, la mediana anual d'ingressos fiscals per persona era de 20.006 €.

### Activitats econòmiques
Dels 85 establiments que hi havia el 2007, 1 era d'una empresa extractiva, 4 d'empreses alimentàries, 6 d'empreses de fabricació d'altres productes industrials, 18 d'empreses de construcció, 17 d'empreses de comerç i reparació d'automòbils, 3 d'empreses de transport, 2 d'empreses d'hostatgeria i restauració, 2 d'empreses financeres, 5 d'empreses immobiliàries, 11 d'empreses de serveis, 8 d'entitats de l'administració pública i 8 d'empreses classificades com a «altres activitats de serveis».
Dels 20 establiments de servei als particulars que hi havia el 2009, 1 era una oficina de correu, 1 autoescola, 1 paleta, 3 guixaires pintors, 6 fusteries, 1 lampisteria, 3 electricistes, 3 perruqueries i 1 saló de bellesa.
Dels 7 establiments comercials que hi havia el 2009, 1 era una botiga de més de 120 m², 3 fleques, 1 una carnisseria, 1 un drogueria i 1 una floristeria.
L'any 2000 a Cantenay-Épinard hi havia 17 explotacions agrícoles que ocupaven un total de 1.032 hectàrees.

## Equipaments sanitaris i escolars
L'únic equipament sanitari que hi havia el 2009 era una farmàcia.
El 2009 hi havia 2 escoles elementals.

## Poblacions més properes
El següent diagrama mostra les poblacions més properes.